# Burmannia coelestis
Burmannia coelestis là một loài thực vật có hoa trong họ Burmanniaceae. Loài này được D.Don mô tả khoa học đầu tiên năm 1825.